# 渡邉健二
渡邉 健二（わたなべ けんじ、1950年〈昭和25年〉2月3日 - ）は、日本の実業家。日本通運株式会社　代表取締役会長。日本物流団体連合会会長。

## 経歴
- 1950年（昭和25年） 2月3日生まれ。埼玉県出身。
- 1972年（昭和47年） 3月 - 中央大学法学部法律学科卒業。
- 1972年（昭和47年） 4月 - 日本通運株式会社入社。
- 2005年（平成17年） 5月 - 執行役員 第9ブロック地域総括 兼 大阪支店長。
- 2005年（平成17年） 6月 - 取締役 執行役員 第9ブロック地域総括 兼 大阪支店長。
- 2007年（平成19年） 5月 - 取締役 専務執行役員 首都圏ブロック地域総括 兼 東京支店長。
- 2009年（平成21年） 5月 - 代表取締役副社長 副社長執行役員。
- 2011年（平成23年） 6月 - 代表取締役社長 社長執行役員。
- 2017年（平成29年） 6月 - 代表取締役会長、全国通運連盟会長[1]。現在に至る。
- 2019年（令和元年） 6月 - 日本物流団体連合会会長[2]。

## テレビ出演
- 日経スペシャル カンブリア宮殿 日本経済を運んで140年！ 何でも届ける力を生む「段取り八分」精神（2016年3月24日、テレビ東京）[3]